# Léonce Pingaud
Pierre Philibert Jean Léonce Pingaud, född den 11 november 1841 i Dijon, död den 22 september 1923 i Ornans (Doubs), var en fransk historiker. 
Pingaud var 1874–1911 professor i nyare historia och geografi vid universitetet i Besançon.